# Blanche of Lancaster (1305–1380)
Lady Blanche of Lancaster (verheiratete Blanche Wake, Baroness Wake; * 1305; † vor 12. Juli 1380) war eine englische Adlige. 
Blanche entstammte einer Nebenlinie des Hauses Plantagenet. Sie war die älteste Tochter von Henry of Lancaster, 3. Earl of Lancaster, und von Maud de Chaworth. Vor dem 9. Oktober 1316 heiratete sie ohne Erlaubnis des Königs den jungen Adligen Thomas Wake, 2. Baron Wake (1298–1349). König Eduard II. war darüber zunächst sehr verärgert, durch Vermittlung von Blanches Vater vergab er schließlich Wake und übergab ihm am 6. Juni 1317 seine ererbten Ländereien, die wegen der Minderjährigkeit Wakes unter königlicher Vormundschaft gestanden hatten. Blanches Mann wurde ein enger Gefolgsmann von König Eduard III., der ihr Großcousin war, sein gutes Verhältnis zum König wurde sicher durch die Verwandtschaft seiner Frau mit dem König gefördert. 
Die Ehe mit Wake blieb kinderlos, ihr Mann starb Anfang 1349. Sein Titel und seine Besitzungen fielen an seine Schwester Margaret, Blanche erhielt Bourne Castle in Lincolnshire und andere Besitzungen als Wittum. Zwischen einem ihrer Gefolgsleute und einem Gefolgsmann von Thomas Lisle, Bischof von Ely kam es zu einem Streit, der sich zu einer erbitterten und gewalttätigen Fehde ausweitete. Dabei brannten Gefolgsleute des Bischofs Besitzungen von Blanche nieder. Im Parlament von November 1355 wandte sich Blanche schließlich direkt an König Eduard III. um Hilfe. Der König nahm sich darauf selbst des Streits an und befahl sofort die Beschlagnahme der Temporalien des Bischofs. Die Vertreter des Bischofs erklärten, dass dies den vom König selbst 1340 erlassenen Gesetzen widerspräche. Ein Urteil des King’s Bench gab dem König im Oktober 1356 jedoch Recht, so dass die Besitzungen des Bischofs doch noch beschlagnahmt wurden. Am 19. November 1356 musste der Bischof ins Exil gehen.
Blanche starb kurz vor dem 12. Juli 1380 und wurde im Franziskanerkloster von Stamford in Lincolnshire begraben.